# سياسة عسكرية

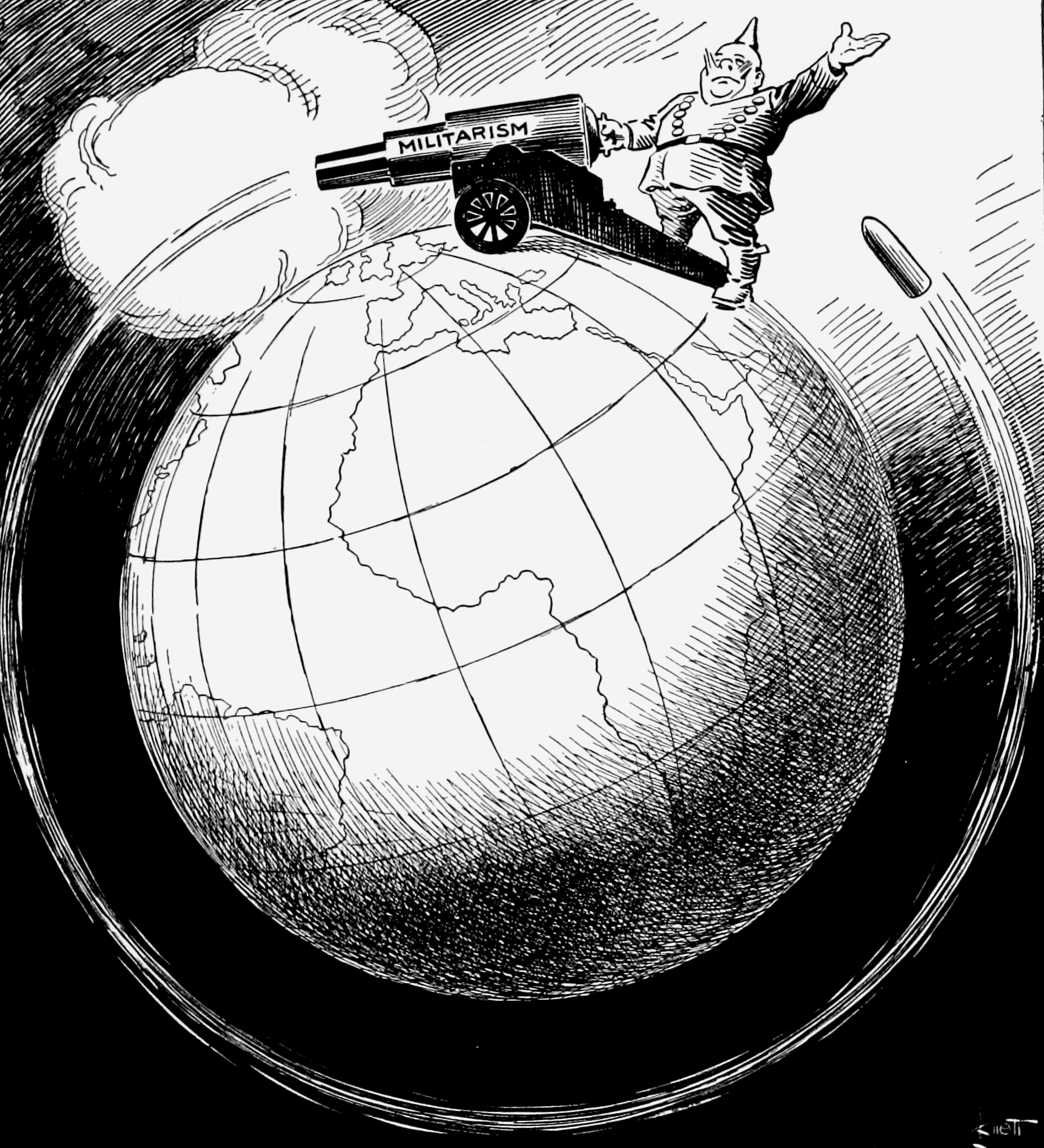

النزعة العسكرية (بالإنجليزية: Militarism)‏هي اعتقاد أو رغبة حكومة أو شعب ما أن على الدولة الاحتفاظ بقدرة عسكرية قوية، واستخدامها (عمومًا) بعدوانية لتوسيع مصالح و/أو قيم الأمة. قد توحي النزعة العسكرية أيضًا بتفوق الجيش ومُثُل الطبقة العسكرية المحترفة وغلبة القوات المسلحة في قيادة أو سياسة الدولة.
كانت النزعة العسكرية عاملًا هامًا في الأيديولوجيات التوسعية والإمبريالية لعدد من الأمم على مر التاريخ. تتضمن بعض الحالات الجديرة بالملاحظة الإمبراطورية الآشورية والدولة-المدينة الإغريقية في أسبرطة والإمبراطورية الرومانية وأمة الأزتك والإمبراطورية المغولية ومملكة الزولو ومملكة بروسيا وملكيات هابسبورغ/ هابسبورغ-لورين والإمبراطورية العثمانية والإمبراطورية اليابانية والاتحاد السوفيتي والولايات المتحدة الأمريكية وألمانيا النازية والإمبراطورية الإيطالية تحت حكم بينيتو موسوليني والإمبراطورية الألمانية والإمبراطورية البريطانية والإمبراطورية الفرنسية الأولى تحت حكم نابليون.

## حسب الأمة

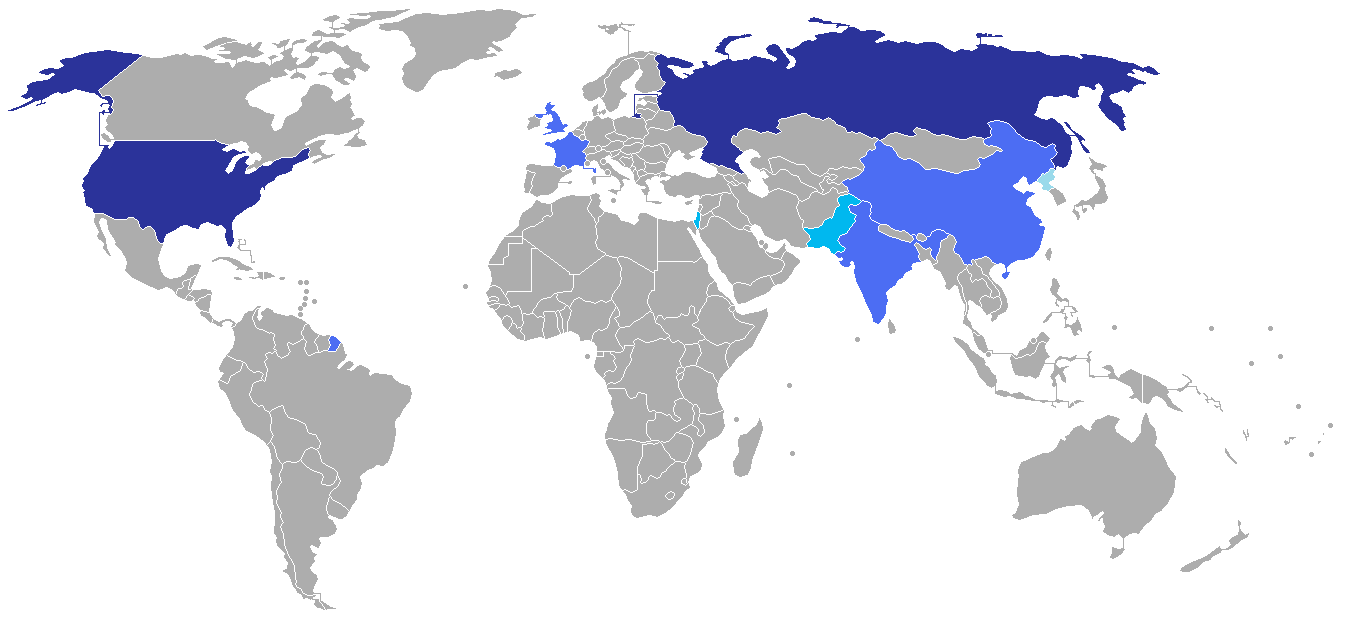
الأسلحة النووية العالمية

### ألمانيا
يمكن العثور على جذور النزعة العسكرية الألمانية في بروسيا القرن الثامن عشر والقرن التاسع عشر والتوحيد الذي تلاه في ألمانيا تحت القيادة البروسية. مع ذلك، رأى هانس روزينبرغ جذور تلك النزعة أساسًا في النظام التيوتوني واستعماره لبروسيا خلال العصور الوسطى، عندما أعطي المرتزقة من الإمبراطورية الرومانية المقدسة الأرض من قبل النظام وشكلوا تدريجيًا طبقة نبلاء بروسية عسكرية مسيطرة على الأراضي ومنها تطورت طبقة نبلاء يونكر لاحقًا.
خلال حكم الناخب الأعظم في القرن السابع عشر فريدريخ فيلهليم ناخب براندنبورغ، زادت براندنبورغ-بروسيا من قوام جيشها إلى أربعين ألف رجل وبدأت إدارة عسكرية فعالة تراقبها مفوضية الحرب العامة. لدعم سلطته في المسائل الداخلية والخارجية بدأ ما كان يُدعى الملك الجندي فريدرخ فيلهليم الأول البروسي إصلاحاته العسكرية على نطاق واسع عام 1713، وبالتالي بدأ تقليد الأمة في الموازنة العسكرية الكبيرة من خلال زيادة الإنفاق العسكري السنوي إلى 73% من الإنفاق السنوي لبروسيا. عند موته عام 1740، كبر الجيش البروسي إلى جيش عامل قوامه 83 ألف رجل وعُد من أكبر الجيوش في أوروبا، في الوقت الذي كان عدد سكان بروسيا 2.5 مليون نسمة. كتب الكاتب البروسي العسكري جورج هينريش فون بيرنهورست لاحقًا في حالة من الإدراك المتأخر أنه منذ حكم الملك الجندي كانت بروسيا دائمًا جيشًا يملك دولة وليس دولة تملك جيشًا (وهو اقتباس غالبًا ما يُساء نسبه إلى فولتير وأونوري غابرييل ريكويت المعروف بميرابو). من أربعينيات القرن الثامن عشر حتى ستينيات القرن الثامن عشر، استخدم فريدريك العظيم قوات البلاد المسلحة الضخمة التي بناها أسلافه في حروب متلاحقة طويلة التي رفعت مصافي بروسيا من قوة صغيرة إلى قوة كبرى في أوروبا.
بعد أن غزا نابليون بونابرت بروسيا عام 1806، كان أحد شروط السلام هو أن تخفض بروسيا جيشها إلى ما لا يزيد عن 42 ألف رجل. كي لا تُغزا البلاد مرة أخرى بسهولة، سجل ملك بروسيا العدد المسموح به من الرجال لمدة عام واحد، ودرب تلك المجموعة ثم فصلها، وسجل مجموعة أخرى من نفس الحجم، وهكذا. وبهذه الطريقة، في غضون عشر سنوات، كان قادرًا على جمع جيش من 420 ألف رجل حصلوا على سنة واحدة على الأقل من التدريب العسكري. اختير ضباط الجيش بالكامل تقريبًا من بين طبقة النبلاء المالكين للأرض. وكانت النتيجة بناء طبقة كبيرة من الضباط المحترفين تدريجيًا من جهة، وفئة أكبر بكثير من جنود الصف في الجيش، من جهة أخرى. أصبح هؤلاء المجندين مؤهلين للانصياع الضمني لجميع أوامر الضباط، ما خلق ثقافة احترام قائمة على الطبقة.
أدى هذا النظام إلى عدة عواقب. نظرًا لأن طبقة الضباط قد وفرت أيضًا معظم المسؤولين عن الإدارة المدنية للبلاد، أصبحت مصالح الجيش مطابقة لمصالح البلد ككل. وكانت النتيجة الثانية أن الطبقة الحاكمة كانت ترغب في مواصلة النظام الذي منحهم الكثير من السلطة على عامة الناس، ما يساهم في استمرار تأثير الطبقات النبيلة يونكر.
استمرت النزعة العسكرية في ألمانيا بعد الحرب العالمية الأولى وسقوط الملكية الألمانية في الثورة الألمانية 1918-1919، على الرغم من محاولات الحلفاء سحق النزعة العسكرية الألمانية عن طريق معاهدة فرساي، إذ رأى الحلفاء أن النزعة العسكرية البروسية والألمانية أحد الأسباب الرئيسية للحرب العظمى. خلال فترة جمهورية فايمار (1918-1933)، شُن عام 1920 كاب بوتش، وهي محاولة انقلاب ضد الحكومة الجمهورية، من قبل أعضاء ساخطين من القوات المسلحة. بعد هذا الحدث، غرق بعض العسكريين والقوميين الأكثر راديكالية في الحزن واليأس في الحزب النازي لأدولف هتلر، في حين أن العناصر الأكثر اعتدالًا من النزعة العسكرية تراجعت وظلت تابعة لحزب الشعب الوطني الألماني بدلًا من ذلك.
ظلت جمهورية فايمار، طوال فترة وجودها التي استمرت 14 عامًا، تحت تهديد النزعة القومية العسكرية، إذ شعر العديد من الألمان أن معاهدة فرساي تهين ثقافتهم العسكرية. شهدت سنوات فايمار تنظيمات جماهيرية عسكرية وشبه عسكرية يمينية واسعة النطاق مثل دير ستاهلهيلم وكذلك الميليشيات السرية غير الشرعية مثل فريكوربس والرايخسفير الأسود. تشكلت في وقت مبكر من عام 1920، من بقايا الحركات المذكورة أعلاه كتيبة العاصفة، الفرع شبه العسكري للحزب النازي. كل تلك الميليشيات والكتائب كانوا مسؤولين عن العنف السياسي لما يسمى بقتل فيم والجو العام للحرب الأهلية المستمرة خلال فترة فايمار. خلال حقبة فايمار، نشر عالم الرياضيات والكاتب السياسي إميل جوليوس غومبل تحليلات متعمقة للعنف العسكري وشبه العسكري الذي يميز الحياة العامة الألمانية وكذلك رد فعل الدولة المتساهل معها إذا ارتكب العنف من قبل اليمين السياسي.
كان الرايخ الثالث الذي أعقب جمهورية فايمار دولة عسكرية شديدة. بعد سقوطه عام 1945، خُفضت النزعة العسكرية في الثقافة الألمانية بشكل كبير كرد فعل عنيف ضد الفترة النازية، وأشرف مجلس مراقبة الحلفاء ولاحقًا المفوضية العليا للحلفاء على برنامج محاولة إعادة التثقيف الأساسي للشعب الألماني بشكل عام من أجل وضع حد للنزعة العسكرية الألمانية بشكل نهائي.
تحتفظ جمهورية ألمانيا الاتحادية اليوم بجيش كبير وحديث ولديها واحدة من أعلى ميزانيات الدفاع في العالم؛ بنسبة 1.3 بالمئة من الناتج المحلي الإجمالي لألمانيا، في عام 2019، مماثلة من حيث السيولة النقدية لفرنسا وبريطانيا العظمى واليابان، بحوالي 50 مليار دولار أمريكي.

### الهند
يعود صعود النزعة العسكرية في الهند إلى فترة الحكم البريطاني مع إنشاء العديد من منظمات حركة الاستقلال الهندية مثل الجيش الوطني الهندي بقيادة سوبهاس تشاندرا بوس. لعب الجيش الوطني الهندي دورًا حاسمًا في الضغط على الحكم البريطاني بعد احتلاله لجزر أندامان ونيكوبار بمساعدة الإمبراطورية اليابانية، لكن الحركة فقدت الزخم بسبب نقص الدعم من قبل المؤتمر الوطني الهندي، معركة إمفال، وموت بوس المفاجئ.
بعد حصول الهند على الاستقلال عام 1947، أدت التوترات مع جارتها باكستان بشأن نزاع كشمير وقضايا أخرى إلى تأكيد الحكومة الهندية على الاستعداد العسكري. بعد الحرب الصينية الهندية عام 1962، وسعت الهند جيشها بشكل كبير ما ساعدها في الفوز في الحرب الهندية الباكستانية عام 1971. أصبحت الهند ثالث دولة آسيوية في العالم تمتلك أسلحة نووية، وبلغت ذروتها في اختبارات عام 1998. أكدت الأحداث الأخيرة بما في ذلك حرب كارجيل ضد باكستان أن الحكومة الهندية لا تزال ملتزمة بالتوسع العسكري.
في السنوات الأخيرة، زادت الحكومة الإنفاق العسكري عبر جميع الفروع وشرعت في برنامج تحديث سريع.